# Carlos de los Heros
Carlos de los Heros Aguilar (Lima, 24 de septiembre de 1850 - Antofagasta, 28 de agosto de 1879) fue un marino peruano, héroe de la Guerra del Pacífico. Murió en el segundo combate naval de Antofagasta.

## Biografía
Era hijo del doctor Juan de los Heros Castañeda y de Petronila Aguilar Ramírez de Arellano. Su padre era un reconocido magistrado, que ocupó diversos cargos, entre ellos Juez de 1.ª Instancia, Fiscal de la Corte Superior de Lima, diputado por la provincia de Cañete, y en sus últimos años Fiscal de la Corte Suprema. Asimismo, formó parte de la bohemia limeña, siendo amigo de Ricardo Palma.
Inició sus estudios en el Colegio Nuestra Señora de Guadalupe, pasando posteriormente al Colegio Militar Naval. El 29 de julio de 1868 obtuvo el título de guardiamarina de la Armada. Ese mismo año, junto con otros marinos, se embarcó rumbo a los Estados Unidos con la misión de conducir al Callao los monitores Manco Cápac y Atahualpa, sirviendo en los vapores remolcadores Marañón, Reyes y Pachitea. En 1870 los buques ingresaron al Callao, y De los Heros recibió el ascenso a la clase de alférez de fragata.
El 7 de noviembre de 1870, con el propósito de completar sus estudios, ingresó como alumno de la Escuela Naval instalada en el vapor Marañón. En enero de 1872 recibió la medalla de oro al aprovechamiento. El 1 de enero de 1874 culminó satisfactoriamente sus estudios, siendo escogido, junto a otros seis alumnos de la Escuela, para formar parte de la dotación de las cañoneras Chanchamayo y Pilcomayo, que se construían en Europa. Viajó primero a Francia, y luego a Londres. Regresó embarcado en la Pilcomayo, vía el estrecho de Magallanes, arribando al Callao en enero de 1875. En junio de ese año fue destinado a bordo del vapor Mairo, y en agosto pasó a la Chanchamayo.
El 19 de julio de 1876 fue ascendido a teniente segundo. En agosto, tras el naufragio de la Chanchamayo, pasó a la fragata Independencia. En abril de 1877 se embarcó en el monitor Huáscar. El 6 de mayo de ese año, se produjo la sublevación del Huáscar, fomentada por los partidarios de Nicolás de Piérola. De los Heros se encontraba en el monitor y se mantuvo fiel al gobierno constitucional, siendo tomado prisionero. Estuvo en tierra hasta junio de 1877, cuando se reincorporó al Huáscar. Entre junio de 1878 y el 3 de abril de 1879, fue segundo comandante del Huáscar su primo, el capitán de corbeta Juan Pablo de los Heros Michelena.
El 5 de abril Chile le declaró la guerra al Perú. El 16 de mayo, el Huáscar salió en campaña para romper el bloqueo impuesto a Iquique. El 21 de mayo, De los Heros se encontró en el combate naval de Iquique, y el 28 de mayo participó de la captura de la barca Emilia. Durante el viaje de regreso al Callao, fue nombrado comandante de dicha barca. Luego regresó al Huáscar, donde asumió el comando de las baterías emplazadas en cubierta.
El 6 de julio el Huáscar partió en una nueva expedición. El 10 de ese mes, encontraron en Iquique a la cañonera Magallanes y al transporte Matías Cousiño. A fines de julio, el Huáscar capturó varios buques chilenos, como la Adelaida Rojas, E. Saucy Jack y Adriana Lucía. Sin embargo, el mayor golpe ocurrió el 23 de julio con la captura del vapor Rímac, que transportaba al escuadrón Carabineros de Yungay, caballos, armamento y correspondencia.
En plena campaña, le escribió a uno de sus hermanos estas frases que serían premonitorias:
“Mi puesto, querido hermano, es el de la muerte, pero no creas que esto me arredre. No, bien al contrario, cuando suena la corneta de zafarrancho, y me encuentro en la cámara, subo la cuesta del calvario con la mayor tranquilidad y lleno de alegría, porque sé que al llegar sobre cubierta, la patria recogerá mis servicios. Para ella mi sangre. Para ti el cariño de tu hermano. Carlos”
A su vez, su padre le escribió estas líneas:
“Te felicito y felicito a tu jefe, como también á todos los soberbios marinos del Huascar. 
Ser del Huascar, es un título que no se compra sino con la sangre.
Pertenecer al Huascar es ser valiente, honrado y tener mil envidiosos.
Quisiera estar allí, aunque no fuera más que para respirar el aire embalsamado de gloria y de honra que queda después de un combate, como los que ustedes han logrado dar y darán muchas veces en la sucesivo. El comandante Grau y sus marinos subalternos no saben todavía lo que están ganando de instante en instante.
Los corazones peruanos servirán de adoquines en las calles donde ustedes pasen en Lima el día que nos traigan la última victoria, envuelta en nuestro pabellón nacional.
La guerra noble que hace el Huascar propia de los héroes de otros tiempos, es lo que más me lisonjea y agrada, porque los sentimientos de nobleza no pueden ni deben arrancarse del pecho donde se cobijan.”''
El 22 de agosto, el Huáscar partió de Arica con rumbo a Antofagasta. En Antofagasta se encontraban la corbeta Abtao, la cañonera Magallanes, y los transportes Limari y Paquete de Maule. Los buques chilenos se encontraban cerca de los arrecifes, y cubiertos por los buques mercantes extranjeros, por ello era difícil atacarlos tanto con la artillería como con el espolón. Entonces el comandante Miguel Grau decidió utilizar los torpedos Lay.
A las 4 de la mañana del 25 de agosto se lanzó el primer torpedo, pero la corriente lo envió de regreso. El torpedo fue desviado por el teniente segundo Fermín Diez Canseco. Luego Carlos de los Heros se ofreció como voluntario para remolcar el torpedo. A las 5 de la mañana regresó el Huáscar, siendo recibido entre aplausos por sus compañeros y su jefe.
Posteriormente el Huáscar se dirigió a puertos al norte de Antofagasta donde capturó nueve lanchas. El 28 de agosto regresaron a Antofagasta para rastrear y cortar el cable telegráfico. A la 1 y 30 de la tarde se inició el segundo combate naval de Antofagasta con los disparos del Abtao. A las 3 de la tarde los buques enemigos suspendieron el fuego. El Huáscar siguió acercándose, y a las 4 y 15 las baterías de tierra comenzaron a disparar.

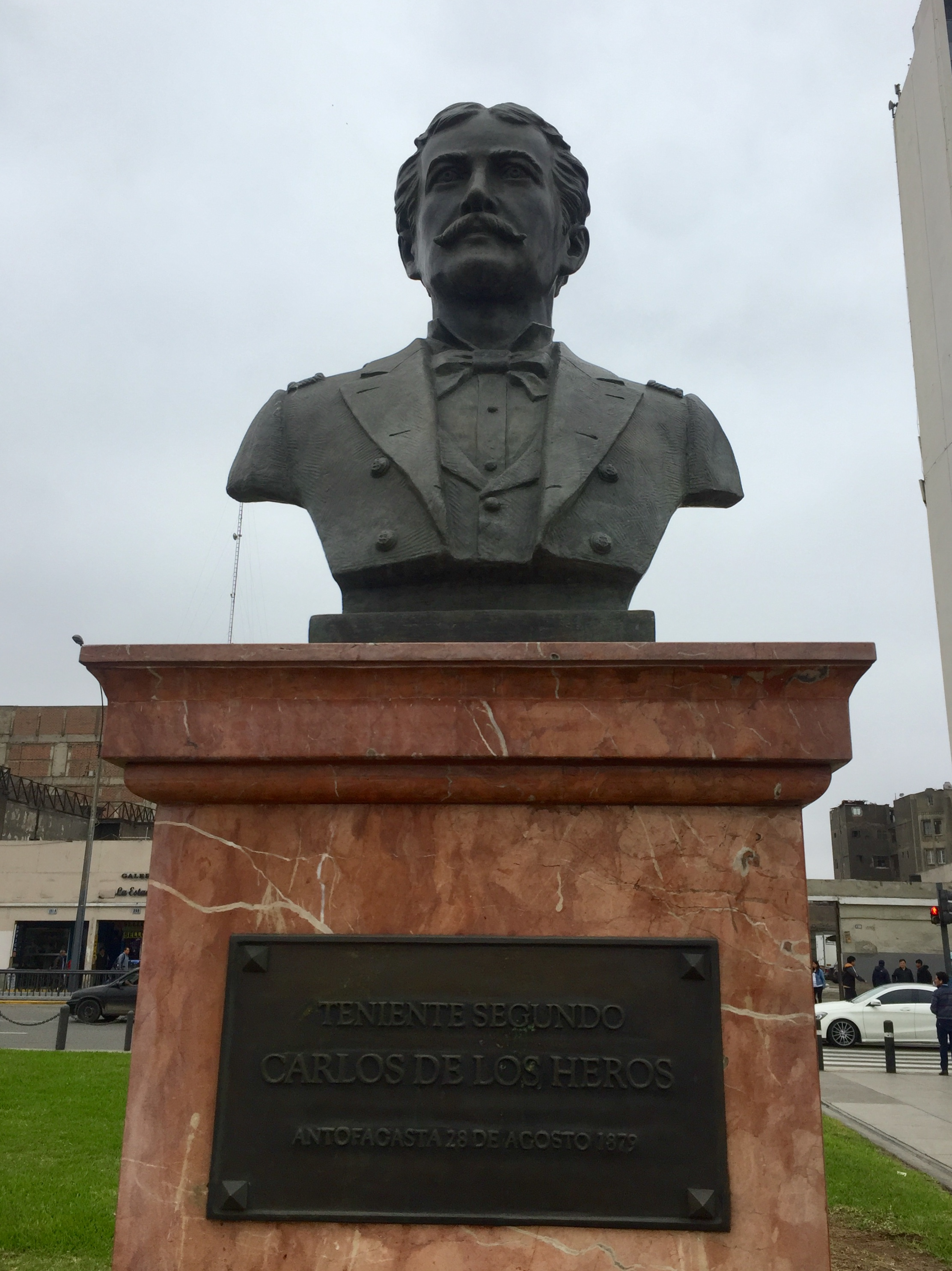
El busto de Carlos de los Heros se encuentra en el Paseo de los Héroes Navales en la Avenida Paseo de la República.

Sólo uno de los disparos de las baterías de tierra impactó en el Huáscar. Este disparo atravesó la chimenea del monitor y mató al teniente De los Heros, destrozando totalmente su cuerpo. El mismo impacto hirió gravemente al marinero Alcides Gutiérrez (éste era hijo del coronel Silvestre Gutiérrez, uno de los golpistas de julio de 1872 que muriera abaleado en la estación del ferrocarril de Lima). El sentimiento de tristeza en el Huáscar era general. Arriaron un bote para rescatar los restos, pero solo encontraron su gorra, su escapulario del corazón de Jesús, el taco de una de sus botas y fragmentos de su uniforme. El almirante Miguel Grau manifestó su pesar por esta pérdida en el parte del Combate y en la carta que escribió al padre (ver enlace externo).
En el libro de guardias quedó consignado de esta manera el sentimiento de dolor que la muerte del teniente provocó entre sus compañeros:

Esta bomba hizo volar a nuestro querido y nunca bien llorado compañero Carlos de los Heros. Con la desaparición de este caballero, pierde su familia lo más querido de ella; sus compañeros, el amigo verdadero y leal; y la marina del Perú, a uno de sus oficiales más dignos, valientes y al mismo tiempo, el más modesto de ellos.

El 15 de septiembre de 1879 se realizaron los funerales en Arica. En los días posteriores a su muerte, los diarios limeños publicaron varias poesías en su memoria, escritas por Ricardo Palma, Juan de Arona, Juan de los Heros, entre otros.
Los miembros de su familia siguieron el ejemplo de Carlos de los Heros. Su padre, a sus sesenta años de edad, se incorporó en el Ejército de Reserva, y participó en la Batalla de Miraflores. Dos de sus tíos, Ramón y Ambrosio de los Heros, murieron en dicha batalla, al igual que su primo Francisco Javier Retes. Sus hermanos Daniel, Arturo y Reynaldo de los Heros Aguilar, y su medio hermano Ernesto de los Heros Piñatelli, también combatieron en Miraflores. Posteriormente, Ernesto y Daniel de los Heros participaron en la Campaña de la Breña, combatiendo el primero en el Combate de Concepción, y el segundo en la Batalla de Huamachuco.